# Gethin Anthony
Pour les articles homonymes, voir Anthony.
Gethin Anthony, né le 9 octobre 1983, est un acteur anglais surtout connu pour avoir incarné le rôle de Renly Baratheon dans la série Game of Thrones, diffusée sur HBO depuis le mois d'avril 2011.
Il a également fait une apparition dans le soap opera anglais Doctors, dans un épisode de la série Holby City ainsi que dans 10 Days to War.

## Éducation
Il a fréquenté Tiffin School à Kingston upon Thames.

## Carrière
Gethin Anthony commence sa carrière d'acteur en 2006 à l'âge de 23 ans avec un rôle mineur dans un épisode de Holby City. Il apparait par la suite, en 2007, dans la saison 9 de Doctors, puis en 2008 dans la série 10 Days To War, encore une fois pour un seul épisode.
Ce n'est qu'en 2011, alors âgé de 28 ans, qu'il acquiert sa notoriété actuelle lorsqu'il est choisi pour jouer le personnage de Renly Baratheon dans la série à succès Game Of Thrones. Il conservera ce rôle durant deux saisons et apparaitra au total dans huit épisodes.
Depuis le 28 mai 2015, Gethin Anthony incarne le rôle de Charles Manson, l'un des personnages principaux de la série Aquarius, diffusée sur le réseau NBC.

## Filmographie

### Cinéma
- 2014 : Copenhagen : William
- 2013 : Narcopolis : Herb
- 2017 : First Kill de Steven C. Miller : Levi

### Télévision
- 2006 : Holby City : Drew Kramer (Saison 8, épisode 14)
- 2006 : Le Dernier Combat de Pinochet : William Straw
- 2007 : Doctors : Dave Jones (Saison 9, épisode 47)
- 2008 : 10 Days to War : Minister's Aid (Saison 1, épisode 03)
- 2009 : Into the Storm : 1er pilote
- 2011-2012 : Game of Thrones : Renly Baratheon (8 épisodes)
- 2015-2016 : Aquarius : Charles Manson